# Тема коррекции
Тема коррекции — тема в шахматной задаче, предполагающая определённую тактику контрответов, смягчающих угрозы противника, фактически приводящих к новым задачам на очередных шагах.
Различают белую и чёрную темы коррекции. При белой коррекции любой ход белой фигуры создаёт угрозу, однако у чёрных находится опровержение; точная игра белой фигурой предусматривает ответ на эту защиту чёрных. При чёрной коррекции чёрные, парируя угрозу белых (или находясь в цугцванге), любым ходом своей фигуры допускают новую возможность объявления себе мата (так называемая повторная угроза), поэтому они играют более точно, парируя и повторную угрозу; при этом белые используют допущенное новое ослабление позиции чёрных.
Тематика коррекции исследовалась в 1930-х годах Львом Гугелем под наименованием «продолженная защита».

## Примеры
|   | a | b | c | d | e | f | g | h |   |
| - | --- | --- | --- | --- | --- | --- | --- | --- | - |
| 8 | e8 белый конь · a7 чёрный ферзь · c7 белая ладья · e7 белый король · g7 белый ферзь · h7 белый слон · a6 чёрная пешка · e6 белая пешка · b5 белая пешка · d5 чёрный король · a4 белый конь · c4 чёрная пешка · h4 чёрная пешка · c3 чёрная пешка · d3 чёрный конь · e3 белый слон · f3 чёрный конь · e2 белая пешка · d1 белая ладья · e1 чёрный слон · f1 чёрная ладья · h1 чёрный слон | e8 белый конь · a7 чёрный ферзь · c7 белая ладья · e7 белый король · g7 белый ферзь · h7 белый слон · a6 чёрная пешка · e6 белая пешка · b5 белая пешка · d5 чёрный король · a4 белый конь · c4 чёрная пешка · h4 чёрная пешка · c3 чёрная пешка · d3 чёрный конь · e3 белый слон · f3 чёрный конь · e2 белая пешка · d1 белая ладья · e1 чёрный слон · f1 чёрная ладья · h1 чёрный слон | e8 белый конь · a7 чёрный ферзь · c7 белая ладья · e7 белый король · g7 белый ферзь · h7 белый слон · a6 чёрная пешка · e6 белая пешка · b5 белая пешка · d5 чёрный король · a4 белый конь · c4 чёрная пешка · h4 чёрная пешка · c3 чёрная пешка · d3 чёрный конь · e3 белый слон · f3 чёрный конь · e2 белая пешка · d1 белая ладья · e1 чёрный слон · f1 чёрная ладья · h1 чёрный слон | e8 белый конь · a7 чёрный ферзь · c7 белая ладья · e7 белый король · g7 белый ферзь · h7 белый слон · a6 чёрная пешка · e6 белая пешка · b5 белая пешка · d5 чёрный король · a4 белый конь · c4 чёрная пешка · h4 чёрная пешка · c3 чёрная пешка · d3 чёрный конь · e3 белый слон · f3 чёрный конь · e2 белая пешка · d1 белая ладья · e1 чёрный слон · f1 чёрная ладья · h1 чёрный слон | e8 белый конь · a7 чёрный ферзь · c7 белая ладья · e7 белый король · g7 белый ферзь · h7 белый слон · a6 чёрная пешка · e6 белая пешка · b5 белая пешка · d5 чёрный король · a4 белый конь · c4 чёрная пешка · h4 чёрная пешка · c3 чёрная пешка · d3 чёрный конь · e3 белый слон · f3 чёрный конь · e2 белая пешка · d1 белая ладья · e1 чёрный слон · f1 чёрная ладья · h1 чёрный слон | e8 белый конь · a7 чёрный ферзь · c7 белая ладья · e7 белый король · g7 белый ферзь · h7 белый слон · a6 чёрная пешка · e6 белая пешка · b5 белая пешка · d5 чёрный король · a4 белый конь · c4 чёрная пешка · h4 чёрная пешка · c3 чёрная пешка · d3 чёрный конь · e3 белый слон · f3 чёрный конь · e2 белая пешка · d1 белая ладья · e1 чёрный слон · f1 чёрная ладья · h1 чёрный слон | e8 белый конь · a7 чёрный ферзь · c7 белая ладья · e7 белый король · g7 белый ферзь · h7 белый слон · a6 чёрная пешка · e6 белая пешка · b5 белая пешка · d5 чёрный король · a4 белый конь · c4 чёрная пешка · h4 чёрная пешка · c3 чёрная пешка · d3 чёрный конь · e3 белый слон · f3 чёрный конь · e2 белая пешка · d1 белая ладья · e1 чёрный слон · f1 чёрная ладья · h1 чёрный слон | e8 белый конь · a7 чёрный ферзь · c7 белая ладья · e7 белый король · g7 белый ферзь · h7 белый слон · a6 чёрная пешка · e6 белая пешка · b5 белая пешка · d5 чёрный король · a4 белый конь · c4 чёрная пешка · h4 чёрная пешка · c3 чёрная пешка · d3 чёрный конь · e3 белый слон · f3 чёрный конь · e2 белая пешка · d1 белая ладья · e1 чёрный слон · f1 чёрная ладья · h1 чёрный слон | 8 |
| 7 | e8 белый конь · a7 чёрный ферзь · c7 белая ладья · e7 белый король · g7 белый ферзь · h7 белый слон · a6 чёрная пешка · e6 белая пешка · b5 белая пешка · d5 чёрный король · a4 белый конь · c4 чёрная пешка · h4 чёрная пешка · c3 чёрная пешка · d3 чёрный конь · e3 белый слон · f3 чёрный конь · e2 белая пешка · d1 белая ладья · e1 чёрный слон · f1 чёрная ладья · h1 чёрный слон | e8 белый конь · a7 чёрный ферзь · c7 белая ладья · e7 белый король · g7 белый ферзь · h7 белый слон · a6 чёрная пешка · e6 белая пешка · b5 белая пешка · d5 чёрный король · a4 белый конь · c4 чёрная пешка · h4 чёрная пешка · c3 чёрная пешка · d3 чёрный конь · e3 белый слон · f3 чёрный конь · e2 белая пешка · d1 белая ладья · e1 чёрный слон · f1 чёрная ладья · h1 чёрный слон | e8 белый конь · a7 чёрный ферзь · c7 белая ладья · e7 белый король · g7 белый ферзь · h7 белый слон · a6 чёрная пешка · e6 белая пешка · b5 белая пешка · d5 чёрный король · a4 белый конь · c4 чёрная пешка · h4 чёрная пешка · c3 чёрная пешка · d3 чёрный конь · e3 белый слон · f3 чёрный конь · e2 белая пешка · d1 белая ладья · e1 чёрный слон · f1 чёрная ладья · h1 чёрный слон | e8 белый конь · a7 чёрный ферзь · c7 белая ладья · e7 белый король · g7 белый ферзь · h7 белый слон · a6 чёрная пешка · e6 белая пешка · b5 белая пешка · d5 чёрный король · a4 белый конь · c4 чёрная пешка · h4 чёрная пешка · c3 чёрная пешка · d3 чёрный конь · e3 белый слон · f3 чёрный конь · e2 белая пешка · d1 белая ладья · e1 чёрный слон · f1 чёрная ладья · h1 чёрный слон | e8 белый конь · a7 чёрный ферзь · c7 белая ладья · e7 белый король · g7 белый ферзь · h7 белый слон · a6 чёрная пешка · e6 белая пешка · b5 белая пешка · d5 чёрный король · a4 белый конь · c4 чёрная пешка · h4 чёрная пешка · c3 чёрная пешка · d3 чёрный конь · e3 белый слон · f3 чёрный конь · e2 белая пешка · d1 белая ладья · e1 чёрный слон · f1 чёрная ладья · h1 чёрный слон | e8 белый конь · a7 чёрный ферзь · c7 белая ладья · e7 белый король · g7 белый ферзь · h7 белый слон · a6 чёрная пешка · e6 белая пешка · b5 белая пешка · d5 чёрный король · a4 белый конь · c4 чёрная пешка · h4 чёрная пешка · c3 чёрная пешка · d3 чёрный конь · e3 белый слон · f3 чёрный конь · e2 белая пешка · d1 белая ладья · e1 чёрный слон · f1 чёрная ладья · h1 чёрный слон | e8 белый конь · a7 чёрный ферзь · c7 белая ладья · e7 белый король · g7 белый ферзь · h7 белый слон · a6 чёрная пешка · e6 белая пешка · b5 белая пешка · d5 чёрный король · a4 белый конь · c4 чёрная пешка · h4 чёрная пешка · c3 чёрная пешка · d3 чёрный конь · e3 белый слон · f3 чёрный конь · e2 белая пешка · d1 белая ладья · e1 чёрный слон · f1 чёрная ладья · h1 чёрный слон | e8 белый конь · a7 чёрный ферзь · c7 белая ладья · e7 белый король · g7 белый ферзь · h7 белый слон · a6 чёрная пешка · e6 белая пешка · b5 белая пешка · d5 чёрный король · a4 белый конь · c4 чёрная пешка · h4 чёрная пешка · c3 чёрная пешка · d3 чёрный конь · e3 белый слон · f3 чёрный конь · e2 белая пешка · d1 белая ладья · e1 чёрный слон · f1 чёрная ладья · h1 чёрный слон | 7 |
| 6 | e8 белый конь · a7 чёрный ферзь · c7 белая ладья · e7 белый король · g7 белый ферзь · h7 белый слон · a6 чёрная пешка · e6 белая пешка · b5 белая пешка · d5 чёрный король · a4 белый конь · c4 чёрная пешка · h4 чёрная пешка · c3 чёрная пешка · d3 чёрный конь · e3 белый слон · f3 чёрный конь · e2 белая пешка · d1 белая ладья · e1 чёрный слон · f1 чёрная ладья · h1 чёрный слон | e8 белый конь · a7 чёрный ферзь · c7 белая ладья · e7 белый король · g7 белый ферзь · h7 белый слон · a6 чёрная пешка · e6 белая пешка · b5 белая пешка · d5 чёрный король · a4 белый конь · c4 чёрная пешка · h4 чёрная пешка · c3 чёрная пешка · d3 чёрный конь · e3 белый слон · f3 чёрный конь · e2 белая пешка · d1 белая ладья · e1 чёрный слон · f1 чёрная ладья · h1 чёрный слон | e8 белый конь · a7 чёрный ферзь · c7 белая ладья · e7 белый король · g7 белый ферзь · h7 белый слон · a6 чёрная пешка · e6 белая пешка · b5 белая пешка · d5 чёрный король · a4 белый конь · c4 чёрная пешка · h4 чёрная пешка · c3 чёрная пешка · d3 чёрный конь · e3 белый слон · f3 чёрный конь · e2 белая пешка · d1 белая ладья · e1 чёрный слон · f1 чёрная ладья · h1 чёрный слон | e8 белый конь · a7 чёрный ферзь · c7 белая ладья · e7 белый король · g7 белый ферзь · h7 белый слон · a6 чёрная пешка · e6 белая пешка · b5 белая пешка · d5 чёрный король · a4 белый конь · c4 чёрная пешка · h4 чёрная пешка · c3 чёрная пешка · d3 чёрный конь · e3 белый слон · f3 чёрный конь · e2 белая пешка · d1 белая ладья · e1 чёрный слон · f1 чёрная ладья · h1 чёрный слон | e8 белый конь · a7 чёрный ферзь · c7 белая ладья · e7 белый король · g7 белый ферзь · h7 белый слон · a6 чёрная пешка · e6 белая пешка · b5 белая пешка · d5 чёрный король · a4 белый конь · c4 чёрная пешка · h4 чёрная пешка · c3 чёрная пешка · d3 чёрный конь · e3 белый слон · f3 чёрный конь · e2 белая пешка · d1 белая ладья · e1 чёрный слон · f1 чёрная ладья · h1 чёрный слон | e8 белый конь · a7 чёрный ферзь · c7 белая ладья · e7 белый король · g7 белый ферзь · h7 белый слон · a6 чёрная пешка · e6 белая пешка · b5 белая пешка · d5 чёрный король · a4 белый конь · c4 чёрная пешка · h4 чёрная пешка · c3 чёрная пешка · d3 чёрный конь · e3 белый слон · f3 чёрный конь · e2 белая пешка · d1 белая ладья · e1 чёрный слон · f1 чёрная ладья · h1 чёрный слон | e8 белый конь · a7 чёрный ферзь · c7 белая ладья · e7 белый король · g7 белый ферзь · h7 белый слон · a6 чёрная пешка · e6 белая пешка · b5 белая пешка · d5 чёрный король · a4 белый конь · c4 чёрная пешка · h4 чёрная пешка · c3 чёрная пешка · d3 чёрный конь · e3 белый слон · f3 чёрный конь · e2 белая пешка · d1 белая ладья · e1 чёрный слон · f1 чёрная ладья · h1 чёрный слон | e8 белый конь · a7 чёрный ферзь · c7 белая ладья · e7 белый король · g7 белый ферзь · h7 белый слон · a6 чёрная пешка · e6 белая пешка · b5 белая пешка · d5 чёрный король · a4 белый конь · c4 чёрная пешка · h4 чёрная пешка · c3 чёрная пешка · d3 чёрный конь · e3 белый слон · f3 чёрный конь · e2 белая пешка · d1 белая ладья · e1 чёрный слон · f1 чёрная ладья · h1 чёрный слон | 6 |
| 5 | e8 белый конь · a7 чёрный ферзь · c7 белая ладья · e7 белый король · g7 белый ферзь · h7 белый слон · a6 чёрная пешка · e6 белая пешка · b5 белая пешка · d5 чёрный король · a4 белый конь · c4 чёрная пешка · h4 чёрная пешка · c3 чёрная пешка · d3 чёрный конь · e3 белый слон · f3 чёрный конь · e2 белая пешка · d1 белая ладья · e1 чёрный слон · f1 чёрная ладья · h1 чёрный слон | e8 белый конь · a7 чёрный ферзь · c7 белая ладья · e7 белый король · g7 белый ферзь · h7 белый слон · a6 чёрная пешка · e6 белая пешка · b5 белая пешка · d5 чёрный король · a4 белый конь · c4 чёрная пешка · h4 чёрная пешка · c3 чёрная пешка · d3 чёрный конь · e3 белый слон · f3 чёрный конь · e2 белая пешка · d1 белая ладья · e1 чёрный слон · f1 чёрная ладья · h1 чёрный слон | e8 белый конь · a7 чёрный ферзь · c7 белая ладья · e7 белый король · g7 белый ферзь · h7 белый слон · a6 чёрная пешка · e6 белая пешка · b5 белая пешка · d5 чёрный король · a4 белый конь · c4 чёрная пешка · h4 чёрная пешка · c3 чёрная пешка · d3 чёрный конь · e3 белый слон · f3 чёрный конь · e2 белая пешка · d1 белая ладья · e1 чёрный слон · f1 чёрная ладья · h1 чёрный слон | e8 белый конь · a7 чёрный ферзь · c7 белая ладья · e7 белый король · g7 белый ферзь · h7 белый слон · a6 чёрная пешка · e6 белая пешка · b5 белая пешка · d5 чёрный король · a4 белый конь · c4 чёрная пешка · h4 чёрная пешка · c3 чёрная пешка · d3 чёрный конь · e3 белый слон · f3 чёрный конь · e2 белая пешка · d1 белая ладья · e1 чёрный слон · f1 чёрная ладья · h1 чёрный слон | e8 белый конь · a7 чёрный ферзь · c7 белая ладья · e7 белый король · g7 белый ферзь · h7 белый слон · a6 чёрная пешка · e6 белая пешка · b5 белая пешка · d5 чёрный король · a4 белый конь · c4 чёрная пешка · h4 чёрная пешка · c3 чёрная пешка · d3 чёрный конь · e3 белый слон · f3 чёрный конь · e2 белая пешка · d1 белая ладья · e1 чёрный слон · f1 чёрная ладья · h1 чёрный слон | e8 белый конь · a7 чёрный ферзь · c7 белая ладья · e7 белый король · g7 белый ферзь · h7 белый слон · a6 чёрная пешка · e6 белая пешка · b5 белая пешка · d5 чёрный король · a4 белый конь · c4 чёрная пешка · h4 чёрная пешка · c3 чёрная пешка · d3 чёрный конь · e3 белый слон · f3 чёрный конь · e2 белая пешка · d1 белая ладья · e1 чёрный слон · f1 чёрная ладья · h1 чёрный слон | e8 белый конь · a7 чёрный ферзь · c7 белая ладья · e7 белый король · g7 белый ферзь · h7 белый слон · a6 чёрная пешка · e6 белая пешка · b5 белая пешка · d5 чёрный король · a4 белый конь · c4 чёрная пешка · h4 чёрная пешка · c3 чёрная пешка · d3 чёрный конь · e3 белый слон · f3 чёрный конь · e2 белая пешка · d1 белая ладья · e1 чёрный слон · f1 чёрная ладья · h1 чёрный слон | e8 белый конь · a7 чёрный ферзь · c7 белая ладья · e7 белый король · g7 белый ферзь · h7 белый слон · a6 чёрная пешка · e6 белая пешка · b5 белая пешка · d5 чёрный король · a4 белый конь · c4 чёрная пешка · h4 чёрная пешка · c3 чёрная пешка · d3 чёрный конь · e3 белый слон · f3 чёрный конь · e2 белая пешка · d1 белая ладья · e1 чёрный слон · f1 чёрная ладья · h1 чёрный слон | 5 |
| 4 | e8 белый конь · a7 чёрный ферзь · c7 белая ладья · e7 белый король · g7 белый ферзь · h7 белый слон · a6 чёрная пешка · e6 белая пешка · b5 белая пешка · d5 чёрный король · a4 белый конь · c4 чёрная пешка · h4 чёрная пешка · c3 чёрная пешка · d3 чёрный конь · e3 белый слон · f3 чёрный конь · e2 белая пешка · d1 белая ладья · e1 чёрный слон · f1 чёрная ладья · h1 чёрный слон | e8 белый конь · a7 чёрный ферзь · c7 белая ладья · e7 белый король · g7 белый ферзь · h7 белый слон · a6 чёрная пешка · e6 белая пешка · b5 белая пешка · d5 чёрный король · a4 белый конь · c4 чёрная пешка · h4 чёрная пешка · c3 чёрная пешка · d3 чёрный конь · e3 белый слон · f3 чёрный конь · e2 белая пешка · d1 белая ладья · e1 чёрный слон · f1 чёрная ладья · h1 чёрный слон | e8 белый конь · a7 чёрный ферзь · c7 белая ладья · e7 белый король · g7 белый ферзь · h7 белый слон · a6 чёрная пешка · e6 белая пешка · b5 белая пешка · d5 чёрный король · a4 белый конь · c4 чёрная пешка · h4 чёрная пешка · c3 чёрная пешка · d3 чёрный конь · e3 белый слон · f3 чёрный конь · e2 белая пешка · d1 белая ладья · e1 чёрный слон · f1 чёрная ладья · h1 чёрный слон | e8 белый конь · a7 чёрный ферзь · c7 белая ладья · e7 белый король · g7 белый ферзь · h7 белый слон · a6 чёрная пешка · e6 белая пешка · b5 белая пешка · d5 чёрный король · a4 белый конь · c4 чёрная пешка · h4 чёрная пешка · c3 чёрная пешка · d3 чёрный конь · e3 белый слон · f3 чёрный конь · e2 белая пешка · d1 белая ладья · e1 чёрный слон · f1 чёрная ладья · h1 чёрный слон | e8 белый конь · a7 чёрный ферзь · c7 белая ладья · e7 белый король · g7 белый ферзь · h7 белый слон · a6 чёрная пешка · e6 белая пешка · b5 белая пешка · d5 чёрный король · a4 белый конь · c4 чёрная пешка · h4 чёрная пешка · c3 чёрная пешка · d3 чёрный конь · e3 белый слон · f3 чёрный конь · e2 белая пешка · d1 белая ладья · e1 чёрный слон · f1 чёрная ладья · h1 чёрный слон | e8 белый конь · a7 чёрный ферзь · c7 белая ладья · e7 белый король · g7 белый ферзь · h7 белый слон · a6 чёрная пешка · e6 белая пешка · b5 белая пешка · d5 чёрный король · a4 белый конь · c4 чёрная пешка · h4 чёрная пешка · c3 чёрная пешка · d3 чёрный конь · e3 белый слон · f3 чёрный конь · e2 белая пешка · d1 белая ладья · e1 чёрный слон · f1 чёрная ладья · h1 чёрный слон | e8 белый конь · a7 чёрный ферзь · c7 белая ладья · e7 белый король · g7 белый ферзь · h7 белый слон · a6 чёрная пешка · e6 белая пешка · b5 белая пешка · d5 чёрный король · a4 белый конь · c4 чёрная пешка · h4 чёрная пешка · c3 чёрная пешка · d3 чёрный конь · e3 белый слон · f3 чёрный конь · e2 белая пешка · d1 белая ладья · e1 чёрный слон · f1 чёрная ладья · h1 чёрный слон | e8 белый конь · a7 чёрный ферзь · c7 белая ладья · e7 белый король · g7 белый ферзь · h7 белый слон · a6 чёрная пешка · e6 белая пешка · b5 белая пешка · d5 чёрный король · a4 белый конь · c4 чёрная пешка · h4 чёрная пешка · c3 чёрная пешка · d3 чёрный конь · e3 белый слон · f3 чёрный конь · e2 белая пешка · d1 белая ладья · e1 чёрный слон · f1 чёрная ладья · h1 чёрный слон | 4 |
| 3 | e8 белый конь · a7 чёрный ферзь · c7 белая ладья · e7 белый король · g7 белый ферзь · h7 белый слон · a6 чёрная пешка · e6 белая пешка · b5 белая пешка · d5 чёрный король · a4 белый конь · c4 чёрная пешка · h4 чёрная пешка · c3 чёрная пешка · d3 чёрный конь · e3 белый слон · f3 чёрный конь · e2 белая пешка · d1 белая ладья · e1 чёрный слон · f1 чёрная ладья · h1 чёрный слон | e8 белый конь · a7 чёрный ферзь · c7 белая ладья · e7 белый король · g7 белый ферзь · h7 белый слон · a6 чёрная пешка · e6 белая пешка · b5 белая пешка · d5 чёрный король · a4 белый конь · c4 чёрная пешка · h4 чёрная пешка · c3 чёрная пешка · d3 чёрный конь · e3 белый слон · f3 чёрный конь · e2 белая пешка · d1 белая ладья · e1 чёрный слон · f1 чёрная ладья · h1 чёрный слон | e8 белый конь · a7 чёрный ферзь · c7 белая ладья · e7 белый король · g7 белый ферзь · h7 белый слон · a6 чёрная пешка · e6 белая пешка · b5 белая пешка · d5 чёрный король · a4 белый конь · c4 чёрная пешка · h4 чёрная пешка · c3 чёрная пешка · d3 чёрный конь · e3 белый слон · f3 чёрный конь · e2 белая пешка · d1 белая ладья · e1 чёрный слон · f1 чёрная ладья · h1 чёрный слон | e8 белый конь · a7 чёрный ферзь · c7 белая ладья · e7 белый король · g7 белый ферзь · h7 белый слон · a6 чёрная пешка · e6 белая пешка · b5 белая пешка · d5 чёрный король · a4 белый конь · c4 чёрная пешка · h4 чёрная пешка · c3 чёрная пешка · d3 чёрный конь · e3 белый слон · f3 чёрный конь · e2 белая пешка · d1 белая ладья · e1 чёрный слон · f1 чёрная ладья · h1 чёрный слон | e8 белый конь · a7 чёрный ферзь · c7 белая ладья · e7 белый король · g7 белый ферзь · h7 белый слон · a6 чёрная пешка · e6 белая пешка · b5 белая пешка · d5 чёрный король · a4 белый конь · c4 чёрная пешка · h4 чёрная пешка · c3 чёрная пешка · d3 чёрный конь · e3 белый слон · f3 чёрный конь · e2 белая пешка · d1 белая ладья · e1 чёрный слон · f1 чёрная ладья · h1 чёрный слон | e8 белый конь · a7 чёрный ферзь · c7 белая ладья · e7 белый король · g7 белый ферзь · h7 белый слон · a6 чёрная пешка · e6 белая пешка · b5 белая пешка · d5 чёрный король · a4 белый конь · c4 чёрная пешка · h4 чёрная пешка · c3 чёрная пешка · d3 чёрный конь · e3 белый слон · f3 чёрный конь · e2 белая пешка · d1 белая ладья · e1 чёрный слон · f1 чёрная ладья · h1 чёрный слон | e8 белый конь · a7 чёрный ферзь · c7 белая ладья · e7 белый король · g7 белый ферзь · h7 белый слон · a6 чёрная пешка · e6 белая пешка · b5 белая пешка · d5 чёрный король · a4 белый конь · c4 чёрная пешка · h4 чёрная пешка · c3 чёрная пешка · d3 чёрный конь · e3 белый слон · f3 чёрный конь · e2 белая пешка · d1 белая ладья · e1 чёрный слон · f1 чёрная ладья · h1 чёрный слон | e8 белый конь · a7 чёрный ферзь · c7 белая ладья · e7 белый король · g7 белый ферзь · h7 белый слон · a6 чёрная пешка · e6 белая пешка · b5 белая пешка · d5 чёрный король · a4 белый конь · c4 чёрная пешка · h4 чёрная пешка · c3 чёрная пешка · d3 чёрный конь · e3 белый слон · f3 чёрный конь · e2 белая пешка · d1 белая ладья · e1 чёрный слон · f1 чёрная ладья · h1 чёрный слон | 3 |
| 2 | e8 белый конь · a7 чёрный ферзь · c7 белая ладья · e7 белый король · g7 белый ферзь · h7 белый слон · a6 чёрная пешка · e6 белая пешка · b5 белая пешка · d5 чёрный король · a4 белый конь · c4 чёрная пешка · h4 чёрная пешка · c3 чёрная пешка · d3 чёрный конь · e3 белый слон · f3 чёрный конь · e2 белая пешка · d1 белая ладья · e1 чёрный слон · f1 чёрная ладья · h1 чёрный слон | e8 белый конь · a7 чёрный ферзь · c7 белая ладья · e7 белый король · g7 белый ферзь · h7 белый слон · a6 чёрная пешка · e6 белая пешка · b5 белая пешка · d5 чёрный король · a4 белый конь · c4 чёрная пешка · h4 чёрная пешка · c3 чёрная пешка · d3 чёрный конь · e3 белый слон · f3 чёрный конь · e2 белая пешка · d1 белая ладья · e1 чёрный слон · f1 чёрная ладья · h1 чёрный слон | e8 белый конь · a7 чёрный ферзь · c7 белая ладья · e7 белый король · g7 белый ферзь · h7 белый слон · a6 чёрная пешка · e6 белая пешка · b5 белая пешка · d5 чёрный король · a4 белый конь · c4 чёрная пешка · h4 чёрная пешка · c3 чёрная пешка · d3 чёрный конь · e3 белый слон · f3 чёрный конь · e2 белая пешка · d1 белая ладья · e1 чёрный слон · f1 чёрная ладья · h1 чёрный слон | e8 белый конь · a7 чёрный ферзь · c7 белая ладья · e7 белый король · g7 белый ферзь · h7 белый слон · a6 чёрная пешка · e6 белая пешка · b5 белая пешка · d5 чёрный король · a4 белый конь · c4 чёрная пешка · h4 чёрная пешка · c3 чёрная пешка · d3 чёрный конь · e3 белый слон · f3 чёрный конь · e2 белая пешка · d1 белая ладья · e1 чёрный слон · f1 чёрная ладья · h1 чёрный слон | e8 белый конь · a7 чёрный ферзь · c7 белая ладья · e7 белый король · g7 белый ферзь · h7 белый слон · a6 чёрная пешка · e6 белая пешка · b5 белая пешка · d5 чёрный король · a4 белый конь · c4 чёрная пешка · h4 чёрная пешка · c3 чёрная пешка · d3 чёрный конь · e3 белый слон · f3 чёрный конь · e2 белая пешка · d1 белая ладья · e1 чёрный слон · f1 чёрная ладья · h1 чёрный слон | e8 белый конь · a7 чёрный ферзь · c7 белая ладья · e7 белый король · g7 белый ферзь · h7 белый слон · a6 чёрная пешка · e6 белая пешка · b5 белая пешка · d5 чёрный король · a4 белый конь · c4 чёрная пешка · h4 чёрная пешка · c3 чёрная пешка · d3 чёрный конь · e3 белый слон · f3 чёрный конь · e2 белая пешка · d1 белая ладья · e1 чёрный слон · f1 чёрная ладья · h1 чёрный слон | e8 белый конь · a7 чёрный ферзь · c7 белая ладья · e7 белый король · g7 белый ферзь · h7 белый слон · a6 чёрная пешка · e6 белая пешка · b5 белая пешка · d5 чёрный король · a4 белый конь · c4 чёрная пешка · h4 чёрная пешка · c3 чёрная пешка · d3 чёрный конь · e3 белый слон · f3 чёрный конь · e2 белая пешка · d1 белая ладья · e1 чёрный слон · f1 чёрная ладья · h1 чёрный слон | e8 белый конь · a7 чёрный ферзь · c7 белая ладья · e7 белый король · g7 белый ферзь · h7 белый слон · a6 чёрная пешка · e6 белая пешка · b5 белая пешка · d5 чёрный король · a4 белый конь · c4 чёрная пешка · h4 чёрная пешка · c3 чёрная пешка · d3 чёрный конь · e3 белый слон · f3 чёрный конь · e2 белая пешка · d1 белая ладья · e1 чёрный слон · f1 чёрная ладья · h1 чёрный слон | 2 |
| 1 | e8 белый конь · a7 чёрный ферзь · c7 белая ладья · e7 белый король · g7 белый ферзь · h7 белый слон · a6 чёрная пешка · e6 белая пешка · b5 белая пешка · d5 чёрный король · a4 белый конь · c4 чёрная пешка · h4 чёрная пешка · c3 чёрная пешка · d3 чёрный конь · e3 белый слон · f3 чёрный конь · e2 белая пешка · d1 белая ладья · e1 чёрный слон · f1 чёрная ладья · h1 чёрный слон | e8 белый конь · a7 чёрный ферзь · c7 белая ладья · e7 белый король · g7 белый ферзь · h7 белый слон · a6 чёрная пешка · e6 белая пешка · b5 белая пешка · d5 чёрный король · a4 белый конь · c4 чёрная пешка · h4 чёрная пешка · c3 чёрная пешка · d3 чёрный конь · e3 белый слон · f3 чёрный конь · e2 белая пешка · d1 белая ладья · e1 чёрный слон · f1 чёрная ладья · h1 чёрный слон | e8 белый конь · a7 чёрный ферзь · c7 белая ладья · e7 белый король · g7 белый ферзь · h7 белый слон · a6 чёрная пешка · e6 белая пешка · b5 белая пешка · d5 чёрный король · a4 белый конь · c4 чёрная пешка · h4 чёрная пешка · c3 чёрная пешка · d3 чёрный конь · e3 белый слон · f3 чёрный конь · e2 белая пешка · d1 белая ладья · e1 чёрный слон · f1 чёрная ладья · h1 чёрный слон | e8 белый конь · a7 чёрный ферзь · c7 белая ладья · e7 белый король · g7 белый ферзь · h7 белый слон · a6 чёрная пешка · e6 белая пешка · b5 белая пешка · d5 чёрный король · a4 белый конь · c4 чёрная пешка · h4 чёрная пешка · c3 чёрная пешка · d3 чёрный конь · e3 белый слон · f3 чёрный конь · e2 белая пешка · d1 белая ладья · e1 чёрный слон · f1 чёрная ладья · h1 чёрный слон | e8 белый конь · a7 чёрный ферзь · c7 белая ладья · e7 белый король · g7 белый ферзь · h7 белый слон · a6 чёрная пешка · e6 белая пешка · b5 белая пешка · d5 чёрный король · a4 белый конь · c4 чёрная пешка · h4 чёрная пешка · c3 чёрная пешка · d3 чёрный конь · e3 белый слон · f3 чёрный конь · e2 белая пешка · d1 белая ладья · e1 чёрный слон · f1 чёрная ладья · h1 чёрный слон | e8 белый конь · a7 чёрный ферзь · c7 белая ладья · e7 белый король · g7 белый ферзь · h7 белый слон · a6 чёрная пешка · e6 белая пешка · b5 белая пешка · d5 чёрный король · a4 белый конь · c4 чёрная пешка · h4 чёрная пешка · c3 чёрная пешка · d3 чёрный конь · e3 белый слон · f3 чёрный конь · e2 белая пешка · d1 белая ладья · e1 чёрный слон · f1 чёрная ладья · h1 чёрный слон | e8 белый конь · a7 чёрный ферзь · c7 белая ладья · e7 белый король · g7 белый ферзь · h7 белый слон · a6 чёрная пешка · e6 белая пешка · b5 белая пешка · d5 чёрный король · a4 белый конь · c4 чёрная пешка · h4 чёрная пешка · c3 чёрная пешка · d3 чёрный конь · e3 белый слон · f3 чёрный конь · e2 белая пешка · d1 белая ладья · e1 чёрный слон · f1 чёрная ладья · h1 чёрный слон | e8 белый конь · a7 чёрный ферзь · c7 белая ладья · e7 белый король · g7 белый ферзь · h7 белый слон · a6 чёрная пешка · e6 белая пешка · b5 белая пешка · d5 чёрный король · a4 белый конь · c4 чёрная пешка · h4 чёрная пешка · c3 чёрная пешка · d3 чёрный конь · e3 белый слон · f3 чёрный конь · e2 белая пешка · d1 белая ладья · e1 чёрный слон · f1 чёрная ладья · h1 чёрный слон | 1 |
|   | a | b | c | d | e | f | g | h |   |

В задаче сочетаются оба вида темы коррекции. 

Попытка 1.Сe~? (с угрозой 2.e4#) опровергается любым отскоком коня — 1…K~! 

Поэтому 1.Сf4! и на 1…К~ 2.Фe5# (белая коррекция). 

Однако в действие вступает чёрная коррекция:

1…Кd4! 2.Кf6# и

1…Кd2! 2.К:c3#
Ложные следы:

1.Сc5? К~ 2.Фd4#, но 1…Ke5!

1.Сf2? К~ 2.Фg5# и 1…Ке5 2.Кf6#, но 1…Кd4!

(в ложных следах также сочетаются белая и чёрная коррекции).
Australian Meredith Tourney (1928),
1—2 приз
|   | a              | b  | c              | d               | e                | f  | g              | h             |   |  |
| 8 | a8 белая ладья | b8 | c8             | d8 чёрная ладья | e8 чёрный король | f8 | g8             | h8            | 8 |  |
| 7 | a7             | b7 | c7             | d7              | e7 чёрная пешка  | f7 | g7             | h7 белый конь | 7 |  |
| 6 | a6             | b6 | c6             | d6              | e6               | f6 | g6 белая пешка | h6            | 6 |  |
| 5 | a5             | b5 | c5 чёрный конь | d5 белый слон   | e5               | f5 | g5             | h5            | 5 |  |
| 4 | a4             | b4 | c4             | d4              | e4               | f4 | g4 белый ферзь | h4 белый слон | 4 |  |
| 3 | a3 чёрный слон | b3 | c3             | d3              | e3               | f3 | g3             | h3            | 3 |  |
| 2 | a2             | b2 | c2             | d2              | e2               | f2 | g2             | h2            | 2 |  |
| 1 | a1             | b1 | c1             | d1 белый король | e1               | f1 | g1             | h1            | 1 |  |
|   | a              | b  | c              | d               | e                | f  | g              | h             |   |  |

Решение  1.Фe2! с угрозой  2.Ф:e7#

1...K~ (b7, a6, a4, b3, e4, e6) 2.Фb5# (повторная угроза)

1...Kd3! (чёрная коррекция, защита от основной и повторной угрозы) 2.Cc6# (мат стал возможен из-за развязывания белого слона)

1...Kd7!! (следующий уровень коррекции, чёрные препятствуют 2.Ф:e7#, 2.Фb5# и 2.Cc6#, также развязывая белого слона) 2.Cf7#

Третичная чёрная коррекция.